# Rudolf Dombi
Rudolf Dombi (Budapeste, 9 de novembro de 1986) é um velocista húngaro na modalidade de canoagem.
Foi vencedor da medalha de ouro em K-2 1000 m em Londres 2012 com o seu colega de equipa Roland Kökény.